# 趙洪範
赵洪范（？—？），字符锡，號存萱，又号芝亭。直隸蘇州府嘉定（今上海市嘉定區）人，明朝政治人物，同進士出身。

## 生平
幼時家甚貧，好學不輟。万历四十三年（1615年）中乙卯科鄉試十九名举人，天啟二年（1622年）登壬戌科进士，刑部观政，三年授湖北麻城縣知县，四年本省同考。崇祯元年（1628年）擢升为陕西道监察御史，巡视中城，二年巡视节慎库，差巡按云南，四年被革职。崇禎五年（1632年）因擅自讨伐云南土司普名声而遭劾，王伉、赵洪范二人以起釁罪被逮下狱。後出獄罢归。入清不仕。生平酷爱奇石，在云南见一石奇秀，不遠千里自海道运回，置于堂前，命名翥雲峰。約卒於康熙年間。著有《周易要义》三卷。

## 家族
曾祖趙琳。祖父趙耀。父趙文學，乡饮。